# 21539 Йозефглавка
21539 Йозефглавка (21539 Josefhlávka) — астероїд головного поясу, відкритий 20 серпня 1998 року.
Тіссеранів параметр щодо Юпітера — 3,159.
Названо на честь Йозефа Главки (1831-1908) видатного чеського архітектора і мецената, засновника Фундації Главки, одного із засновників Празької Академії мистецтв.